# Черноваткино
Черноваткино — деревня в Борском сельском поселении Тихвинского района Ленинградской области.

## История
ЧЕРНОВАТКИНО (МЕЛЬНИЦА)  — деревня Кривонаволоцкого общества, Пашекожельского прихода.

Крестьянских дворов — 9. Строений — 18, в том числе жилых — 13. 

Число жителей по семейным спискам 1879 г.: 26 м. п., 14 ж. п.; по приходским сведениям 1879 г.: 23 м. п., 17 ж. п.

В конце XIX века деревня относилась к Новинской волости 2-го стана, в начале XX века — к Новинской волости 1-го земского участка 1-го стана Тихвинского уезда Новгородской губернии.

ЧЕРНОВАТКИНО (МЕЛЬНИЦА) — деревня Кривонаволокского общества, дворов — 14, жилых домов — 17, число жителей: 43 м. п., 45 ж. п. 

Занятия жителей — земледелие, лесные заработки. Река Паша. (1910 год)

Деревня Черноваткино на карте 1932 года

Согласно карте Ленинградской области Северо-западного аэрогеодезического треста ГГУ издания 1932 года деревня насчитывала 9 крестьянских дворов.
По данным 1933 года деревня Черноваткино входила в состав Сарожского сельсовета.
По данным 1966 и 1973 годов деревня Черноваткино входила в состав Шомушского сельсовета.
По данным 1990 года деревня Черноваткино входила в состав Борского сельсовета.
В 1997 году в деревне Черноваткино Борской волости проживали 3 человека, в 2002 году — 6 (русские — 83 %).
В 2007 году в деревне Черноваткино Борского СП проживали 9 человек, в 2010 году — 6.

## География
Деревня расположена в центральной части района на автодороге 41К-935 (Сарожа — Черноваткино — Кованщина).
Расстояние до административного центра поселения — 10 км.
Расстояние до ближайшей железнодорожной станции Тихвин — 25 км.
Деревня находится на левом берегу реки Паша в месте впадения в неё реки Пинега.

## Демография
| 1879 | 1910 | 1997 | 2002 | 2007 | 2010 | 2017 |
| ---- | ---- | ---- | ---- | ---- | ---- | ---- |
| 40   | ↗88  | ↘3   | ↗6   | ↗9   | ↘6   | ↗11  |

### Национальный состав
Согласно данным Всероссийской переписи населения 2021 года в деревне проживали 14 человек, все русские.